# Podnoszenie ciężarów na Letnich Igrzyskach Olimpijskich 1992 – waga lekkociężka mężczyzn
Rywalizacja w wadze do 82,5 kg mężczyzn w podnoszeniu ciężarów na Letnich Igrzyskach Olimpijskich 1992 odbyła się 31 lipca 1992 roku w hali Pabellón de la España Industrial. W rywalizacji wystartowało 30 zawodników z 25 krajów. Tytułu sprzed czterech lat nie obronił Israił Arsamakow z ZSRR, który tym razem nie startował. Nowym mistrzem olimpijskim został Grek Piros Dimas, srebrny medal wywalczył Polak Krzysztof Siemion, a trzecie miejsce zajął Ibragim Samadow ze Wspólnoty Niepodległych Państw. Podczas wręczenia medali Samadow nie schylił głowy do dekoracji, zamiast tego wyciągnął rękę po medal, który następnie upuścił na podłogę i opuścił ceremonię. Następnego dnia Samadow przeprosił za swoje zachowanie, jednak Międzynarodowy Komitet Olimpijski pozbawił go medalu i dożywotnio zdyskwalifikował. Jednocześnie nie przyznano brązowego medalu reprezentantowi Korei Północnej Chon Chol-ho, który zajął czwarte miejsce.

## Wyniki
| Pozycja | Zawodnik               | Reprezentacja     | Waga  | Rwanie | Rwanie | Rwanie | Podrzut | Podrzut | Podrzut | Wynik |
| Pozycja | Zawodnik               | Reprezentacja     | Waga  | 1      | 2      | 3      | 1       | 2       | 3       | Wynik |
| ------- | ---------------------- | ----------------- | ----- | ------ | ------ | ------ | ------- | ------- | ------- | ----- |
| 1. !    | Piros Dimas            | Grecja            | 81,80 | 162,5  | 167,5  | 167,5  | 202,5   | 207,5   | 207,5   | 370,0 |
| 2. !    | Krzysztof Siemion      | Polska            | 81,80 | 160,0  | 165,0  | 167,5  | 200,0   | 205,0   | 207,5   | 370,0 |
| 3. !    |                        |                   |       |        |        |        |         |         |         |       |
| 4       | Chon Chol-ho           | Korea Północna    | 78,60 | 160,0  | 160,0  | 165,0  | 200,0   | 207,5   | 207,5   | 365,0 |
| 5       | Plamen Bratoychev      | Bułgaria          | 81,85 | 162,5  | 167,5  | 167,5  | 197,5   | 202,5   | 202,5   | 365,0 |
| 6       | Lino Elias             | Kuba              | 82,40 | 160,0  | 160,0  | 165,0  | 197,5   | 202,5   | 205,0   | 365,0 |
| 7       | Marc Huster            | Niemcy            | 80,90 | 160,0  | 165,0  | 165,0  | 195,0   | 202,5   | 202,5   | 362,5 |
| 8       | José Heredia           | Kuba              | 82,45 | 160,0  | 165,0  | -      | 197,5   | 202,5   | 202,5   | 362,5 |
| 9       | Li Yunnan              | Chiny             | 81,70 | 160,0  | 165,0  | 165,0  | 195,0   | 195,0   | 200,0   | 355,0 |
| 10      | Andrzej Cofalik        | Polska            | 80,45 | 160,0  | 160,0  | 165,0  | 190,0   | 195,0   | 195,0   | 350,0 |
| 11      | Cai Yanshu             | Chiny             | 80,60 | 157,5  | 162,5  | 162,5  | 192,5   | 192,5   | 197,5   | 350,0 |
| 12      | Saleh Khadim           | Irak              | 82,30 | 155,0  | 160,0  | 160,0  | 190,0   | 195,0   | 195,0   | 350,0 |
| 13      | Sunay Bulut            | Turcja            | 82,30 | 150,0  | 155,0  | 162,5  | 192,5   | 192,5   | 197,5   | 347,5 |
| 14      | László Barsi           | Węgry             | 81,00 | 160,0  | 165,0  | 165,0  | 185,0   | 190,0   | 190,0   | 345,0 |
| 15      | Dave Morgan            | Wielka Brytania   | 81,50 | 155,0  | 155,0  | 160,0  | 185,0   | 195,0   | 195,0   | 345,0 |
| 16      | Julio Luna             | Wenezuela         | 82,35 | 147,5  | 152,5  | 155,0  | 185,0   | 190,0   | 195,0   | 342,5 |
| 17      | Tony Urrutia           | Stany Zjednoczone | 81,95 | 145,0  | 150,0  | 152,5  | 185,0   | 190,0   | 195,0   | 340,0 |
| 18      | István Mészáros        | Węgry             | 81,95 | 152,5  | 152,5  | 157,5  | 182,5   | 190,0   | 190,0   | 335,0 |
| 19      | René Durbák            | Czechosłowacja    | 81,95 | 140,0  | 145,0  | 147,5  | 177,5   | 182,5   | 182,5   | 330,0 |
| 20      | Andrew Callard         | Wielka Brytania   | 82,10 | 137,5  | 142,5  | 142,5  | 177,5   | 182,5   | 187,5   | 325,0 |
| 21      | Stéphane Sageder       | Francja           | 81,65 | 140,0  | 140,0  | 140,0  | 182,5   | 187,5   | 187,5   | 322,5 |
| 22      | Juan Carlos            | Hiszpania         | 82,25 | 140,0  | 145,0  | 145,0  | 180,0   | 185,0   | 190,0   | 320,0 |
| 23      | Ali Reza Azari         | Iran              | 82,30 | 135,0  | 140,0  | 142,5  | 165,0   | 175,0   | 180,0   | 315,0 |
| 24      | Alphonse Hercule Matam | Kamerun           | 81,55 | 137,5  | 142,5  | 142,5  | 170,0   | 175,0   | 175,0   | 307,5 |
| 25      | Prasert Sumpradit      | Tajlandia         | 76,40 | 130,0  | 132,5  | 137,5  | 165,0   | 170,0   | 170,0   | 297,5 |
| 26      | Sergio Lafuente        | Urugwaj           | 81,45 | 127,5  | 127,5  | 135,0  | 152,5   | 160,0   | 160,0   | 280,0 |
| 27      | Pieter Smith           | Południowa Afryka | 82,00 | 115,0  | 120,0  | 125,0  | 145,0   | 150,0   | 155,0   | 270,0 |
| -       | Arnold Franqui         | Portoryko         | 76,90 | 130,0  | 135,0  | 137,5  | 160,0   | 160,0   | 160,0   | DNF   |
| -       | Ryōji Isaoka           | Japonia           | 81,50 | 155,0  | 155,0  | 160,0  | 195,0   | 195,0   | 195,0   | DNF   |
| -       | Yeom Dong-cheol        | Korea Południowa  | 82,25 | 150,0  | 150,0  | 150,0  | -       | -       | -       | DNF   |
| -       | Ibragim Samadow        | WNP               | 81,85 | 162,5  | 167,5  | 170,0  | 202,5   | 207,5   | 207,5   | DSQ   |